# Vidul din Boarul
Coordonate:  14h 50m 0s, +46° 0′ 0″

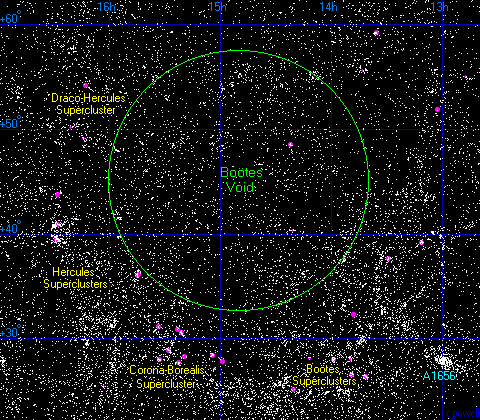
Harta Vidului din Boarul

Vidul din Boarul sau Marele Vid este o regiune din spațiul intergalactic de foarte mare dimensiune, dar care conține foarte puține galaxii. Își datorează numele constelației Boarul, în vecinătatea căreia se află aceste galaxii. Vidul, de formă sferoidă, centrul său se situează aproximativ la 14h 50m ascensie dreaptă și la 46° declinație.

## Descriere
Cu un diametru de aproape 250 de milioane de ani-lumină, Vidul din Boarul este unul dintre cele mai mari viduri cunoscute în Univers, fiind calificat drept un „supervid”. A fost descoperit de Robert Kirshner et al. (1981) cu ocazia unei cercetări a deplasărilor galaxiilor spre roșu.
Alți astronomi au descoperit curând după aceea că acest vid conține câteva galaxii. În 1987, J. Moody, Robert Kirshner, G. MacAlpine, și S. Gregory și-au publicat descoperirea a opt galaxii. 
M. Strauss și John Huchra au anunțat descoperirea a trei galaxii suplimentare în 1988, iar Greg Aldering, G. Bothun, Robert P. Kirshner și Ron Marzke cea a altor cincisprezece galaxii în 1989. Prin 1997, Vidul din Boarul avea reputația că are 60 de galaxii.

Potrivit astronomului Greg Aldering, scara vidului este ca și cum 
„în situația în care Calea Lactee ar fi în centrul vidului din Boarul, noi n-am fi știut că ar exista alte galaxii, înainte de anii 1960.”
Super-roiul din Hercule formează o parte a marginii din apropierea Vidului din Boarul.

## Teorii
A fost emisă teoria că vidul din Boarul s-a format pornindu-se de la vidurile de dimensiuni inferioare, așa cum baloanele de săpun se adună prin coalescență pentru a forma unele mai mari. Aceasta ar explica micul număr de galaxii care populează o regiune vag tubulară care se întinde în mijlocul Vidului. 